# LR-134
La LR-134 est une autoroute en projet appartenant à La Rioja qui est destinée à relier Calahorra au niveau de l'AP-68 à Arnedo.